# مسجد مقمل
مسجد مقمّل: من المساجد بين المدينة ومكة في الطريق التي كان يسلكها رسول الله صلى الله عليه وسلم، وصلى فيه بعد عودته من غزوة المريسيع.

## موقعة
يقع في جنوب المدينة المنورة، ويبُعد عنها قرابة 110 كم. وبالتحديد على (الطريق السريع بين المدينة المنورة ومكة المكرمة)، بالقرب من جبل برام وقرية الهندية.

## ماذكره المؤرخون
- مسجد مقمّل: بوسط وادي النقيع على يومين من المدينة.[1]
- مسجد مقمل، بوسط النقيع حمى النبي صلى الله عليه وسلم، على يومين من المدينة في جهة درب المشبان.

روى ابن زبالة عن محمد بن هيصم المزني عن أبيه عن جده أن النبي صلى الله عليه وسلم أشرف على مقمل ظرب وسط النقيع، وصلّى عليه، فمسجده هنالك.
قال أبو هيصم المدني: وكان أبو البحتري وهب بن وهب في سلطانه على المدينة بعث إليّ بثمانين درهما فعمرته بها.
قال أبو علي الهجري: إن مقملا على ظرب صغير، على غلوة من برام، عليه المسجد المذكور، ووهم المجد فعدّه في مساجد المدينة.